# Aden (stát)
Aden (arabsky ولاية عدن‎, anglicky State of Aden) byl jeden ze států Jihoarabské federace na jihu Arabského poloostrova, který existoval v letech 1963 až 1967. Jeho hlavním městem byl Aden. Navzdory nadějím vkládaným zástupci Adenské kolonie do vstupu do Jihoarabské federace, povstání právě v Adenu nakonec urychlilo odchod Britů bez toho, aby nově vzniklý Jižní Jemen vstoupil do společenství Commonwealth.

## Dějiny
Za účelem řešení problémů, se kterými se potýkala Adenská kolonie a zároveň pokračování v procesu sebeurčení, který doprovázel rozpad Britského impéria Britové navrhli sloučení Adenské kolonie se Západním a Východním Adenským protektorátem. Doufali, že tato akce sníží volání Arabů po úplné nezávislosti a zachová britskou kontrolu zahraničních záležitostí a rafinérie BP v Malém Adenu. Federalismus však nenašel podporu u místních Arabů. vzniklé problémy souvisely i velkou nerovností v politickém zastoupení ve federálních orgánech a také s různými politickými systémy v jednotlivých subjektech federace. Aden byl řízen prostřednictvím samosprávy a sloučení se zaostalými feudálními režimy jednotlivých sultanátů bylo podle mnoha disidentů krokem špatným směrem. V nově vzniklém federálním shromáždění měl Aden 24 zástupců, zatímco ostatní sultanáty po šesti. Celá federace byla finančně i vojensky zcela závislá na Britech.
Už od 10. prosince 1963 byl v důsledku nepokojů vyhlášen stav ohrožení státu. V noci z 19. na 20. června 1967 se arabští vojáci vzbouřili proti britským silám a zabili několik jejich příslušníků v distriktu Crater. Odvetná akce Britů byla 3. července úspěšná, ale blížící se konec jejich vlády nad Adenem už byl neodvratný. Po jejich odchodu Aden ovládli komunisté a ten se 30. listopadu 1967 stal součástí Jižního Jemenu jako jeho hlavní město. V roce 1990 se Jižní a Severní Jemen sjednotili do Jemenské republiky a Aden o statut hlavního města přišel.

### Vrchní komisaři
Vrchní komisaře státu Aden zachycuje tabulka:
| začátek vlády     | konec vlády        | tituly | jméno                               |
| ----------------- | ------------------ | ------ | ----------------------------------- |
| 18. ledna 1963    | 17. července 1963  | Sir    | Charles Hepburn Johnston            |
| 17. července 1963 | 21. prosince 1964  | Sir    | Gerald Kennedy Nicholas Trevaskis   |
| 21. prosince 1964 | 22. května 1967    | Sir    | Richard Gordon Turnbull             |
| 22. května 1967   | 30. listopadu 1967 | Sir    | Humphrey Trevelyan, Baron Trevelyan |